# Julian Lerner
Julian Lerner, född 5 november 2007 i New York, är en amerikansk skådespelare.
Julian Lerner har bland annat medverkat i TV-serierna Alma's Way (2021-2023) och The Wonder Years (2021-2023). Han har även medverkat i filmen Ja-dagen från 2021.

## Filmografi (i urval)
- 2021-2023: Alma's Way
- 2021-2023: The Wonder Years
- 2021: Ja-dagen